# Rahja skärgård

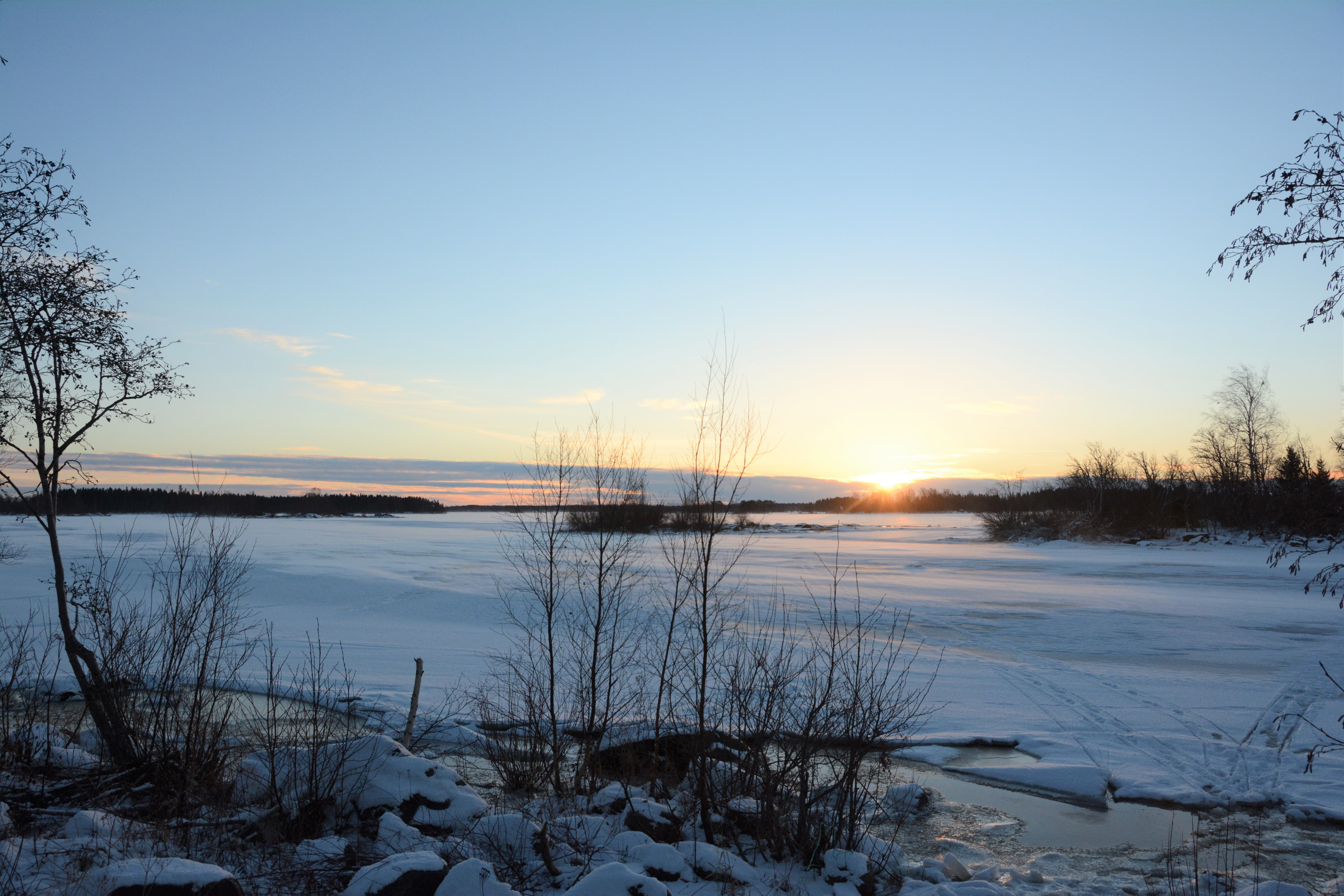
Vinterlandskap i Rahja

Rahka skärgård (finska: Rahjan saaristo) är en skärgård utanför mellersta delen av finska Bottenvikskusten.
Skärgården påverkas starkt av landhöjningen. Till skillnad från det typiska landskapet vid Bottenviken är Rahjaområdet ett mycket splittrat och småskaligt skärgårdsområde. Den inre skärgården består av skogbevuxna holmar av berg eller morän. I den yttre skärgården finns karga skär och holmar med hedar och tvinvuxen skog. Vid en del stränder finns frodigare strandlundar och björkbestånd på tidigare betesmarker. Det finns vidsträckta strandängar också på fastlandet, i skydd av skärgården. Liksom på andra håll längs den österbottniska kusten finns det flador och glosjöar.
Rahja skärgård ligger vid ett viktigt flyttfågelstråk. Området hör till nätverket av internationellt viktiga fågelområden (IBA). Det finns också gott om häckande fåglar.
Holmarna har använts som bete för nöt, får och hästar. Betet har hållit landskapet öppet, med ljusa glesbeskogade hagmarker, och hjälpt havtornet att bilda vida buskage.